# Kurali (India)
Kurali is een nagar panchayat (plaats) in het district Mohali van de Indiase staat Punjab. 

## Demografie
Volgens de Indiase volkstelling van 2001 wonen er 23.039 mensen in Kurali, waarvan 53% mannelijk en 47% vrouwelijk is. De plaats heeft een alfabetiseringsgraad van 73%. 